# Turquoise (couleur)
Pour les articles homonymes, voir Turquoise.

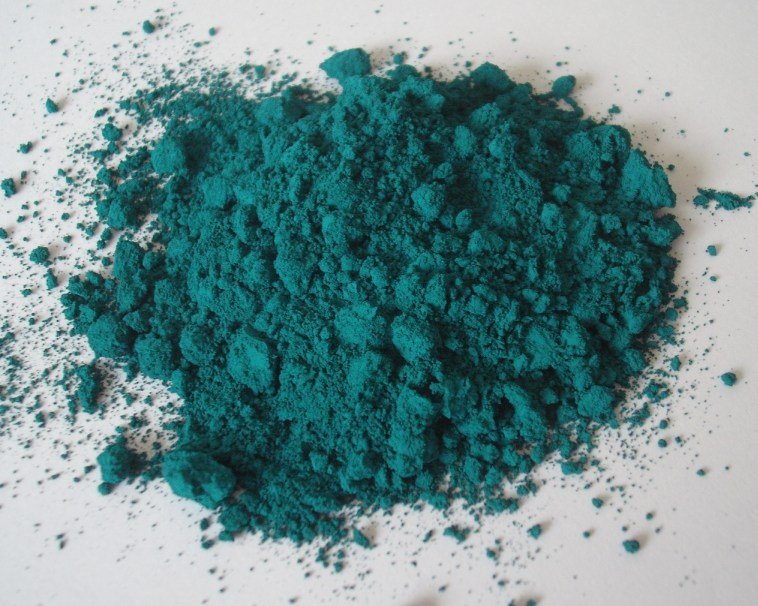
Turquoise de cobalt PB36

Le nom de couleur turquoise désigne les nuances intermédiaires entre le vert et le bleu, par analogie avec la turquoise, une pierre ornementale. On décrit comme bleu turquoise ou vert turquoise, des nuances de bleu ou de vert clairs qui tirent vers l'autre couleur.

## Champ chromatique
On appelle turquoise des couleurs bleu pâle tirant légèrement sur le vert.
Le nom de couleur est attesté au XVIIIe siècle ; à la même époque, on distingue le bleu turquin, couleur foncée, du bleu couleur turquoise, de la couleur de la pierre précieuse. À la fin du XIXe siècle, le « ciel couleur turquoise » est un cliché de la littérature populaire.
Chevreul place le turquoise type au 5 vert-bleu 10 ton, ce qui correspond à une couleur à proximité de la raie F de Fraunhofer (486 nanomètres (nm)) pour une luminance relative de 20%.
Le catalogue des couleurs de la société des chrysanthèmistes de 1905 présente un bleu turquoise (vrai) et un bleu turquoise verdâtre ; un bleu de fausse-turquoise qui est la couleur du bleu de Cendres bleues du marchand de couleurs Bourg. Le bleu Capri, obtenu par la nitrosométhylaniline et le diméthylmétaamidocrésol, pour la teinture, se vend comme bleu turquoise ou comme bleu gendarme. Le Vert sulfate, fabriqué avec du sulfate de cuivre, bleuâtre ou non, a pour synonyme Vert Turquoise. Ces noms n'épuisent pas les teintes de bleu-vert ou de vert-bleu.
Dans les répertoires de couleurs, le champ chromatique des turquoise se situe parmi les couleurs saturées entre le bleu saphir et le vert émeraude. La norme AFNOR X08-010 (annulée en 2014) ne définissait pas Turquoise. Le champ indiqué dans les répertoires antérieurs comprend, sur le diagramme de chromaticité, les couleurs dont la longueur d'onde dominante se situe entre 485 et 495 nm, de part et d'autre de la limite entre les bleus-verts et les verts-bleus.
Le turquoise (réf. 15-5519) a été désigné « couleur de l'année 2010 » par la compagnie Pantone.

### Autres noms
Bleu persan, appliqué surtout aux céramiques, désigne une couleur turquoise. Cæruleum est une couleur bleu turquoise pour artistes commercialisée depuis 1860 par Rowney.
Cyan désigne la nuance précise de turquoise qui sert de couleur primaire dans la synthèse soustractive des couleurs utilisée en impression en couleurs.

## Couleur du web
Dans les applications HTML, CSS, SVG qui interprètent la liste complète de noms de couleur, quatre mots-clé comprennent turquoise.
| Nom HTML        | Code hex. R V B | Code déc. R V B |
| --------------- | --------------- | --------------- |
| Turquoise       | 40 E0 D0        | 64 224 208      |
| PaleTurquoise   | AF EE EE        | 175 238 238     |
| MediumTurquoise | 48 D1 CC        | 72 209 204      |
| DarkTurquoise   | 00 CE D1        | 0 206 209       |

## Pigments
À l'origine, le pigment turquoise aurait été obtenu par broyage de la pierre de turquoise[réf. nécessaire].
On a obtenu des nuances de turquoise par des pigments minéraux dès l'Antiquité, ainsi le mélange d'émail blanc avec de l'argent brûlé avec du soufre donne « un bel azuré Turquin » avec lequel, en ajoutant « quelque peu de cuivre brûlé », on obtient le bleu des turquoises.
Deux pigments modernes (synthétiques) donnent la teinte bleu turquoise :
- le turquoise de phtalo (PB16), une phtalocyanine,
- le turquoise de cobalt (PB36), un oxyde de chrome et cobalt[11].

Beaucoup de bleus turquoise (turquois) sont un mélange de bleu phtalo (PB15:3), vert phtalo (PG7) et de blanc de zinc transparent (PW4) .
Dans les couleurs pour artistes, le vert turquoise peut aussi être obtenu par le titanate de cobalt (PG50).